# Лукьяники
Лукьяники — деревня в Кардымовском районе Смоленской области России. Входит в состав Шокинского сельского поселения. Население — 12 жителей (2007 год). 
Расположена в центральной части области в 13 км к северу от Кардымова, в 3 км южнее автодороги М1 «Беларусь». В 2 км юго-восточнее деревни расположена железнодорожная станция Присельская на линии Москва — Минск. 

## История
В годы Великой Отечественной войны деревня была оккупирована гитлеровскими войсками в августе 1941 года, освобождена в сентябре 1943 года.